# Kim Myung-soon
Dans ce nom coréen, le nom de famille,  Kim , précède le nom personnel.
Kim Myung-soon, née le 15 avril 1964, est une handballeuse internationale sud-coréenne.
Avec l'équipe de Corée du Sud, elle participe aux Jeux olympiques de 1988 où elle remporte la médaille d'or.

## Palmarès
- Jeux olympiques d'été
  -  Médaille d'or aux Jeux olympiques de 1988 à Séoul,  Corée du Sud